# Thelma Kalama
Thelma Kalama, née le 24 mars 1931 à Honolulu et morte le 17 mai 1999 à Honolulu, est une nageuse américaine.

## Biographie
Thelma Kalama est une élève de Soichi Sakamoto.
Aux Jeux olympiques d'été de 1948 à Londres, Thelma Kalama remporte la médaille d'or du relais 4x100 mètres nage libre avec Marie Corridon, Brenda Helser et Ann Curtis. Elle s'engage par la suite dans le corps des Marines.